# 群馬県保育所一覧
群馬県保育所一覧（ぐんまけんほいくしょいちらん）は、群馬県の保育所の一覧。

## 公立保育所

### 前橋市
- 第一保育所
- 第二保育所
- 第三保育所
- 第四保育所
- 総社保育所
- 元総社保育所
- 石倉保育所
- 上川淵保育所
- 清里保育所
- 桂萱保育所
- 東保育所
- 南橘保育所
- 芳賀保育所
- 下川淵保育所
- 細井保育所
- 木瀬保育所
- 荒砥保育所
- 広瀬保育所
- 北保育所
- 粕川保育所
- 富士見保育所

### 高崎市
- 岩鼻保育所
- 八幡中央保育所
- 倉賀野保育所
- 中川保育所
- 大類保育所
- 新高尾北部保育所
- 新高尾南部保育所
- 八幡北部保育所
- 京ヶ島保育所
- 上郊保育園
- 国府保育園
- 滝川保育所
- 群馬南保育園
- 群南南部保育所
- 群馬北保育園
- 箕郷第一保育園
- 箕郷第二保育園
- 箕郷第三保育園
- 箕郷第五保育園
- 倉渕保育所
- 吉井保育所

### 桐生市
- 相生保育園
- 広沢南部保育園
- 黒保根保育園
- みつぼり保育園

### 伊勢崎市
- 第二保育所
- 第三保育所
- 第四保育所
- 境ひので保育所
- 境いよく保育所

### 太田市
- 新田第一保育園

### 沼田市
- 白沢保育園
- 利根保育園
- 多那保育園
- 川田保育園
- ぬまた東保育園
- ぬまた南保育園

### 館林市
- 南保育園
- 六郷保育園
- 多々良保育園
- 東保育園
- 渡瀬保育園
- 美園保育園
- 成島保育園
- 長良保育園
- 松波保育園

### 渋川市
- 伊香保保育所
- 第一保育所
- 第四保育所
- 第五保育所

### 藤岡市
- 小野保育園
- おにし保育園

### 富岡市
- 東富岡保育所
- 黒岩保育所
- 富岡保育所
- 額部保育所

### 安中市
- 松井田第一保育園
- 松井田第二保育園
- 原市保育園

### みどり市
- 笠懸第１保育園

### 神流町
- 神流町保育所

### 甘楽町
- かんら保育園

### 中之条町
- 伊勢町保育所
- 中之条保育所
- 六合保育所

### 長野原町
- 長野原町立保育所

### 草津町
- 草津あおぞら保育園

### 東吾妻町
- 大戸保育所
- 原町保育所
- 岩島保育所
- あづま保育園

### 嬬恋村
- 東部保育所

### みなかみ町
- にいはるこども園
- 第三保育園

### 片品村
- 片品保育所
- 片品北保育所
- 片品南保育所

### 昭和村
- 昭和村第一保育園
- 昭和村第二保育園

### 玉村町
- 第１保育所
- 第２保育所
- 第３保育所
- 第４保育所
- 第５保育所

### 板倉町
- 板倉保育園
- 北保育園

### 明和町
- 明和こども園

### 千代田町
- 東保育園
- 西保育園

### 大泉町
- 南保育園
- 北保育園
- 西保育園

### 邑楽町
- 中央保育園
- 南保育園
- 北保育園

## 私立保育所

### 前橋市
- 上陽保育所